# Грінспонд
Грінспонд (англ. Greenspond) — містечко в Канаді, у провінції Ньюфаундленд і Лабрадор.

## Населення
За даними перепису 2016 року, містечко нараховувало 266 осіб, показавши скорочення на 12,8%, порівняно з 2011-м роком. Середня густина населення становила 93,3 осіб/км².
З офіційних мов обидвома одночасно володіли 5 жителів, тільки англійською — 265.
Працездатне населення становило 47,7% усього населення, рівень безробіття — 33,3% (30% серед чоловіків та 25% серед жінок). 95,2% осіб були найманими працівниками.

## Клімат
Середня річна температура становить 4°C, середня максимальна – 20,4°C, а середня мінімальна – -13,8°C. Середня річна кількість опадів – 1 066 мм.
| Клімат поселення                              | Клімат поселення | Клімат поселення | Клімат поселення | Клімат поселення | Клімат поселення | Клімат поселення | Клімат поселення | Клімат поселення | Клімат поселення | Клімат поселення | Клімат поселення | Клімат поселення | Клімат поселення |
| Показник                                      | Січ.             | Лют.             | Бер.             | Квіт.            | Трав.            | Черв.            | Лип.             | Серп.            | Вер.             | Жовт.            | Лист.            | Груд.            |                  |
| Середній максимум, °C                         | −1,87            | −1,25            | 2,87             | 7,88             | 12,07            | 16,38            | 20,42            | 19,33            | 15,50            | 10,53            | 5,55             | −0,28            |                  |
| Середня температура, °C                       | −7,83            | −7,18            | −3,1             | 1,97             | 6,17             | 10,45            | 16,42            | 15,30            | 11,48            | 6,53             | 1,53             | −4,32            |                  |
| Середній мінімум, °C                          | −13,75           | −13,13           | −9,05            | −3,98            | 0,22             | 4,53             | 12,40            | 11,28            | 7,45             | 2,48             | −2,5             | −8,33            |                  |
| Норма опадів, мм                              | 85               | 84               | 78               | 77               | 81               | 84               | 82               | 88               | 109              | 108              | 94               | 96               |                  |
| Середньомісячна швидкість вітру, м/с          | 5.33             | 5.20             | 5.30             | 5.30             | 5.00             | 4.80             | 4.50             | 4.60             | 5.00             | 5.40             | 5.40             | 5.43             |                  |
| Середньомісячна сонячна радіація, кДж/м²·день | 3813             | 6750             | 10618            | 14085            | 17076            | 18989            | 18898            | 15775            | 11618            | 6786             | 3886             | 2846             |                  |
| --------------------------------------------- | ---------------- | ---------------- | ---------------- | ---------------- | ---------------- | ---------------- | ---------------- | ---------------- | ---------------- | ---------------- | ---------------- | ---------------- | ---------------- |
| Джерело:                                      |                  |                  |                  |                  |                  |                  |                  |                  |                  |                  |                  |                  |                  |